# Tetra-ethyllood
Tetra-ethyllood (TEL) is een stof die in het verleden algemeen werd gebruikt om het octaangetal van benzine te verhogen, zodat die klopvaster werd. Lange tijd was het de belangrijkste bron van loodvergiftiging. 

## Synthese
De productie gebeurt door de reactie van ethylchloride met een legering van lood en natrium:
{\displaystyle {\ce {4 PbNa + 4 C2H5Cl -> Pb(C2H5)4 + 4 NaCl + 3 Pb}}}

## Toepassing als brandstofadditief
De toepassing van tetra-ethyllood als additief aan benzine werd in 1921 uitgevonden door de Amerikaan Thomas Midgley, toen hij werkzaam was voor General Motors. Vanaf 1923 werd het op grote schaal toegepast, toen de Ethyl Gasoline Corporation (later Ethyl Corporation) werd opgericht om het product te maken. Dit bedrijf was een samenwerking tussen General Motors en oliemaatschappij Standard Oil.  
Het lood dat in tetra-ethyllood zit, kwam echter via de uitlaten van de auto's in het milieu terecht en was verreweg de belangrijkste bron van lood in het menselijk lichaam. Reeds vanaf 1965 wezen wetenschappers, onder wie vooral Clair Patterson, op het gevaar van loodadditieven. Onderzoeken toonden aan dat een verhoogd loodgehalte in het bloed en in melktanden van kinderen gepaard ging met een verlaging van het aantal IQ-punten. 
In 1980 was Japan het eerste land dat loodhoudende additieven in autobenzine verbood. Rond 1990 is men in Europa begonnen met de omschakeling van benzine waaraan tetra-ethyllood was toegevoegd naar de loodvrije benzine. Dit werd ook nodig door de ontwikkeling en invoering van de katalysator in het uitlaatsysteem van de auto. De katalysator wordt door loodaanslag onbruikbaar. Gedurende een overgangsperiode waren er  bij tankstations zowel gelode als ongelode brandstoffen verkrijgbaar. Zo mocht de super 98-benzine nog loodhoudende additieven bevatten.  In 1996 werd loodhoudende benzine verboden in de Verenigde Staten en in 2000 volgde de Europese Unie, hoewel veel lidstaten een verbod al hadden ingevoerd. In 2021 was Algerije het laatste land dat stopte met de productie van loodhoudende benzine. 
Aanvankelijk werd meer benzeen aan de benzine toegevoegd om de klopvastheid te verhogen, maar ook dit is een gevaarlijke stof. Het vinden van een alternatief was echter lastig. Tegenwoordig voegt men methyl-tert-butylether (MTBE) toe aan benzine. Ook deze stof is niet onomstreden, maar wel duidelijk minder gevaarlijk dan benzeen.
Inmiddels wordt loodhoudende benzine gezien als een grote fout. Waar gelode brandstof zich verspreidde volgden epidemieën van hartaandoeningen, kanker, beroertes en ontwikkelingsachterstand bij kinderen.  Hoewel loodhoudende brandstof voor auto's en motoren inmiddels bij wet verboden is wordt het nog wel steeds toegepast in vliegtuigbrandstof (AVGAS) voor propellervliegtuigen.  